# Тушль, Томас
Томас Тушль (нем. Thomas Tuschl; род. 1 июня 1966, Альтдорф-бай-Нюрнберг, Германия) — немецкий биохимик, исследователь РНК. Профессор Рокфеллеровского университета, исследователь Медицинского института Говарда Хьюза, член Леопольдины (2009).

## Биография
Окончил Университет Жозефа Фурье (Maîtrise по химии, 1989) и также по химии Регенсбургский университет (1992). В последнем и в Max Planck Institute for Experimental Medicine получил докторскую степень по химии в 1995 году. С 1995 по 1999 год являлся постдоком в MIT и его Whitehead Institute for Biomedical Research. C 1999 по 2002 год в Max Planck Institute for Biophysical Chemistry. С 2003 года в Рокфеллеровском университете: ассоциированный профессор, с 2009 года профессор, возглавляет лабораторию молекулярной биологии РНК.
Одновременно с 2005 года исследователь Медицинского института Говарда Хьюза.

## Награды и отличия
- EMBO Young Investigator Award (2001)
- Otto-Klung-Weberbank-Preis[англ.] (2002)
- AAAS Newcomb Cleveland Prize[англ.] (2003)
- New York City Mayor's Award for Excellence in Science and Technology[англ.] (2003)
- Премия Уайли одноименного фонда (2003)
- Ernst Schering Prize[англ.] одноименного фонда (2005)
- Irma T. Hirschl/Monique Weill-Caulier Trust Research Award (2005)
- Meyenburg Prize[англ.] (2005)
- Molecular Bioanalytics Prize, Roche Diagnostics[англ.] (2006)
- Karl Heinz Beckurts-Preis[нем.] одноименного фонда (2007)
- Max Delbrück Medal[англ.] (2007)
- Ernst Jung Prize[англ.] одноименного фонда (2008)
- National Institutes of Health Director’s Transformative Research Project Award (2012)
- European Inventor Award?! Finalist, European Patent Office (2014)